# Foa (Tonga)
Foa è un'isola ed un distretto delle Tonga della divisione di Haʻapai con 1 367 abitanti (censimento 2021). L'isola ha una superficie di 13,39 km2.
L'isola di Foa si trova a si trova a 640 m a nord-est dall'isola di Lifuka, a cui è collegata da una strada rialzata, ed a 200 m a sud dall'isola disabitata di Nukunamo.
Nel 2012 è stato scoperto al largo dell'isola Foa il relitto della nave pirata Port-au-Prince.

## Località
Di seguito l'elenco dei villaggi nel distretto:
- Fakale'ounga - 160 abitanti
- Fotua - 236 abitanti
- Lotofoa - 410 abitanti
- Faleloa - 334 abitanti
- Ha'afakahenga - 120 abitanti
- Ha'ateiho Si'i - 107 abitanti

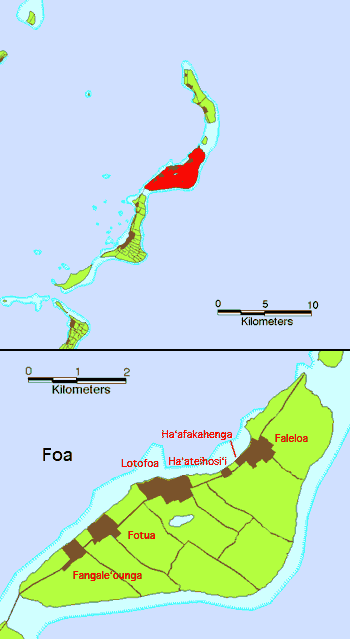
Mappa dell'isola Foa.
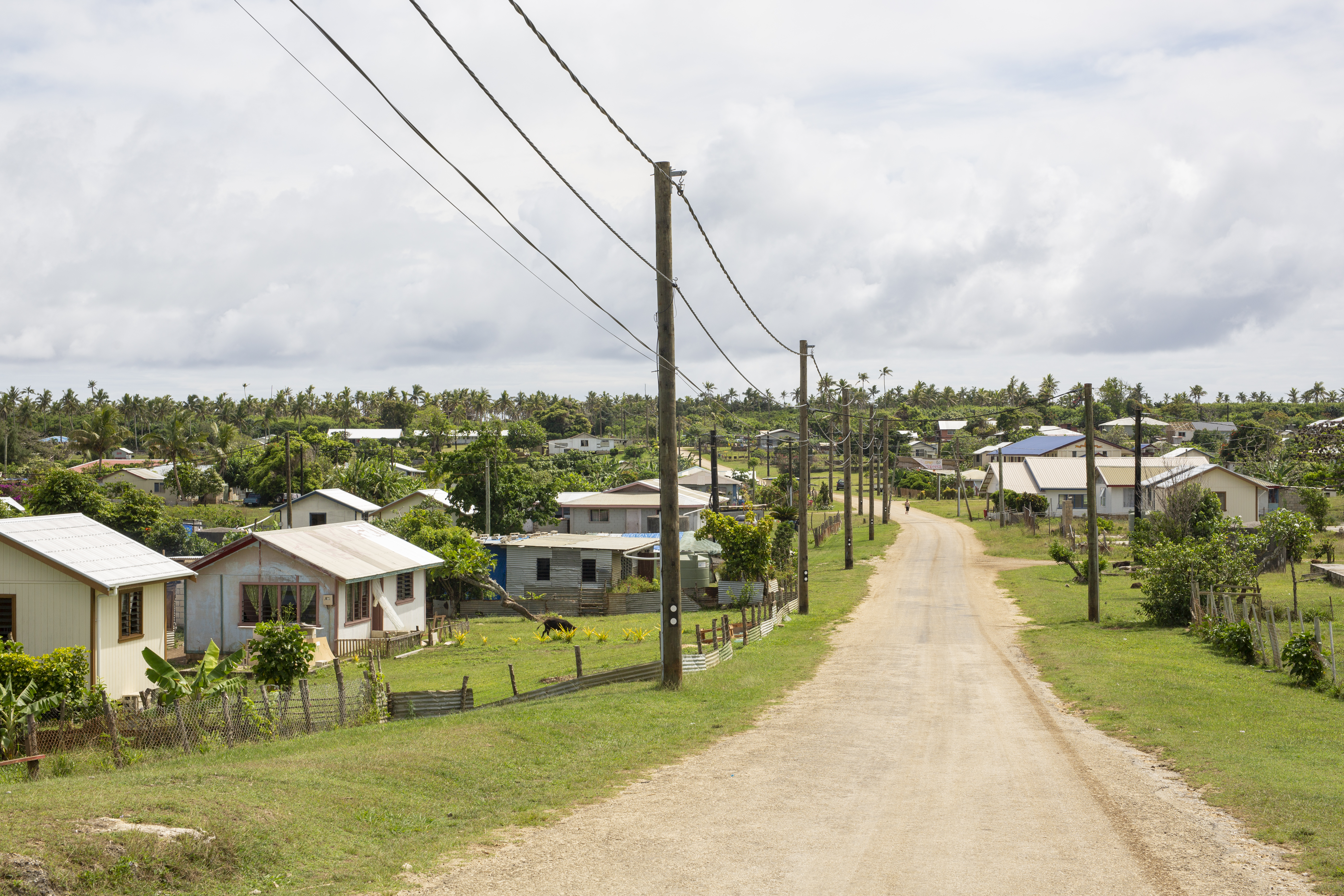
Il villaggio di Faleloa.